# Katedra Najświętszego Serca Pana Jezusa w Rzeszowie

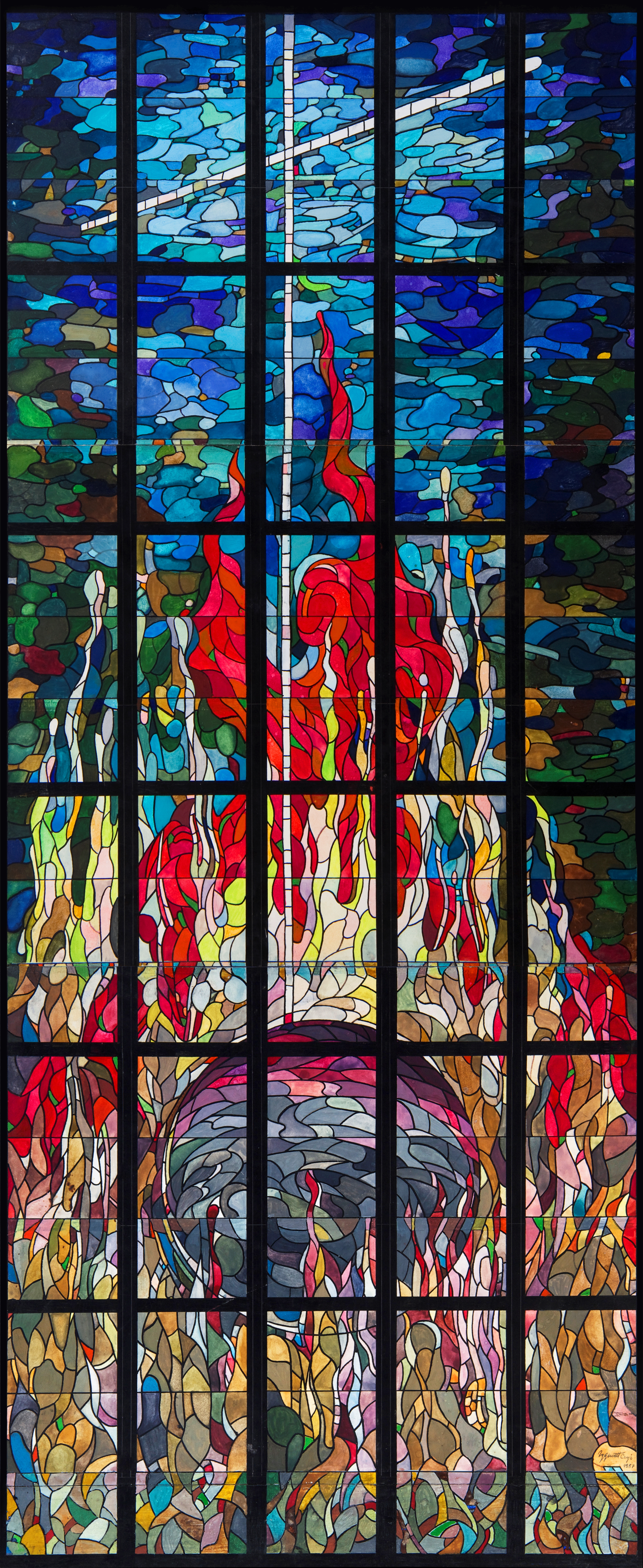
Monumentalny witraż ołtarzowy autorstwa art. plast. Zygmunta Czyża

Katedra Najświętszego Serca Pana Jezusa w Rzeszowie – kościół przy Al. W. Sikorskiego w południowo-wschodniej części miasta na zaleskich błoniach. Wybudowana jako dziękczynne wotum za 600 lat istnienia diecezji przemyskiej. Pierwsza świątynia wybudowana w Rzeszowie po II wojnie światowej. Od 1982 r. czczona jest w niej figura Matki Bożej Fatimskiej. W 1993 roku miała miejsce koronacja figury Matki Bożej Fatimskiej, co nadało świątyni katedralnej przywilej sanktuarium.

## Historia
W 1969 r. na terenie nowo powstającego osiedla Nowe Miasto (wcześniej wieś Drabinianka) księża ze Słociny utworzyli salkę katechetyczną w wynajętym budynku gospodarczym. 21 marca 1970 r. otoczyły go oddziały milicji i SB. Przedmioty kultu wywieziono do kościoła w Słocinie. Organizowano kolejne punkty katechetyczne w prywatnych domach, aż wiosną 1972 r. wikariusze ze Słociny wznieśli prowizoryczną kapliczkę na pastwisku przy ul. Koło. Władze zareagowały aresztując księdza Mariana Daraża.
W sierpniu 1972 r. samodzielnym duszpasterzem na Drabiniance został mianowany ks. Stanisław Mac. Biskup Ignacy Tokarczuk powierzył mu misję zorganizowania parafii i zbudowanie kościoła w rejonie Nowego Miasta. Wiosną 1973 r. do tymczasowej kapliczki dostawiono foliowe zadaszenie, które jesienią zamieniono na kaplicę z płyt pilśniowych. Działania te spotkały się z represjami - przesłuchaniami parafian i szykanowaniem księdza. Władze ustąpiły, gdy 8 grudnia 1973 r. ks. Mac poświęcił kaplicę i umieścił w niej Eucharystię.
Ze względu na opór władz w kwestii budowy kościoła mieszkańcy rozpoczęli okupacje budynków Urzędu Wojewódzkiego i Miejskiego, w których uczestniczyły niekiedy setki osób. Pod wpływem tych działań 17 marca 1974 r. wydano zgodę na budowę kościoła. 16 lipca 1975 r. prezydent miasta wyznaczył lokalizację świątyni na bagnistym terenie poza obrębem powstającego osiedla. Mimo to działka została zakupiona. Jesienią wzniesiono na niej prowizoryczną kaplicę, w której urządzono też salki katechetyczne i mieszkanie dla księdza. Poświęcenie placu pod budowę nastąpiło 23 listopada 1975 r.
Aby osuszyć i utwardzić grunt wykopano 103 studnie o głębokości 13 metrów. Wiosną 1979 r. rozpoczęto budowę fundamentów. 14 grudnia 1980 r. bp Ignacy Tokarczuk poświęcił kamień węgielny. Główna bryła świątyni gotowa była w 1982 r. W latach 1982–1985 dobudowano do niej plebanię i dom katechetyczny.
Konsekracji kościoła dokonał Jan Paweł II w dniu 2 czerwca 1991 w czasie pielgrzymki do ojczyzny. Na mocy bulli papieskiej Totus tuus Poloniae populus z 25 marca 1992 r. erygowano diecezję rzeszowską, a kościół podniesiono do rangi katedry. Ingres pierwszego biskupa rzeszowskiego, Kazimierza Górnego, odbył się 11 kwietnia 1992 r.
Katedra Rzeszowska jest głównym organizatorem corocznego Letniego Festiwalu Muzycznego "Wieczory Muzyki Organowej i Kameralnej w Katedrze Rzeszowskiej i Kościołach Rzeszowa", który odbywa się od 1992.
20 lipca 2013 roku odbył się ingres ks.bp Jana Wątroby do katedry rzeszowskiej.

## Architektura
Kościół jest budowlą o konstrukcji żelbetowej obudowanej cegłą, zaprojektowany przez zespół inżynierów Politechniki Krakowskiej pod kierunkiem prof. Witolda M. Cęckiewicza. Jest budowlą dwupoziomową o łącznej powierzchni 2600 m² (52 x 68 m). W jej kształcie splatają się dwa chrześcijańskie symbole - podstawa świątyni ma kształt serca, a cała budowla przypomina okręt zwieńczony krzyżem-masztem sięgającym 52 m.
Monumentalne, bogato zdobione wrota z brązu zaprojektowała i wykonała Zofia Mitał-Szczepańska. Połączyła w nich motywy religijne z tematyką dziejów kościoła w Polsce. Wrota posiadają trzy przenikające się części: kościelną, diecezjalną i narodową. Znajdują się na nich wizerunki papieża Jana Pawła II, kardynała Stefana Wyszyńskiego, ks. Jerzego Popiełuszki, arcybiskupa Ignacego Tokarczuka, biskupa Józefa Sebastiana Pelczara oraz bohaterów polskiej historii i działaczy komunistycznego podziemia. Są też sylwetki kościołów zbudowanych w diecezji przemyskiej w trakcie komunistycznych rządów. Kompozycję wieńczy wizerunek Chrystusa - Redemptor Hominis.
Zofia Mitał-Szczepańska wykonała też tabernakulum w kształcie serca. Umieszczony na nim ornament, z daleka przypominający koronę cierniową, w rzeczywistości przedstawia scenę upadku Jezusa na Drodze Krzyżowej. Artystka wykonała również płaskorzeźbę zdobiącą antependium ołtarza. Przedstawia ona Ostatnią Wieczerzę, a św. Piotr ma na niej rysy Jana Pawła II.
Witraże o pow. 380 m² wykonano według projektów Zygmunta Czyża nawiązujących do dzieł Wyspiańskiego i Mehoffera. Nie ma w nich przedstawień figuralnych - artysta zastąpił je metaforami, znakami i symbolami nawiązującymi do Drogi Krzyżowej i ikonografii Najświętszego Serca Jezusowego.
Emil Polit wykonał jaskrawą polichromię kościoła (dwie grupy aniołów przy ołtarzu, zmartwychwstały Jezus i inne) oraz liczne obrazy (droga krzyżowa, obrazy patronów: św. Józefa Sebastiana Pelczara i bł. Karoliny Kózki, obraz Chrystusa Zmartwychwstałego i inne). Znajdującą się przy ołtarzu rzeźbę ukrzyżowanego Chrystusa wykonał Krzysztof Brzuzan. Krzyż z wygiętymi ku dołowi ramionami nawiązuje do pastorału Jana Pawła II.
Zofia Mitał-Szczepańska zaprojektowała również znajdująca się na frontonie Katedry płytę pamiątkową poświęconą "Pamięci Polaków zesłanych na Sybir" ufundowaną przez Związek Sybiraków Oddział w Rzeszowie staraniem ówczesnego prezesa oddziału Zbigniewa Pasieki. Płyta zawiera wizerunek Matki Bożej Sybiraków, który znajduje się w kościele parafialnym w Grodźcu koło Opola oraz listę miejsc zesłań Polaków na Sybir. Płyta została odsłonięta i poświęcona przez Ojca św. Jana Pawła II w czasie konsekracji kościoła w 1991r.
10 kwietnia 2011 w katedrze odsłonięto tablicę pamiątkową poświęconą ofiarom katastrofy polskiego Tu-154 w Smoleńsku.

## Organy
W katedrze znajdują się również organy zbudowane w 1991 przez firmę Włodzimierza Truszczyńskiego z Warszawy. Instrument posiada 36 głosów (3 manuały i pedał), mechaniczną trakturę gry i elektryczną trakturę rejestrów.
Dyspozycja instrumentu
| Manuał I         | Manuał II                 | Manuał III       | Pedał               |
| Główny           |                           |                  |                     |
| ---------------- | ------------------------- | ---------------- | ------------------- |
| 1. Bourdon 16'   | 1. Pryncypał smyczkowy 8' | 1. Gedackt 8'    | 1. Pryncypałbas 16' |
| 2. Pryncypał 8'  | 2. Flet major 8'          | 2. Quintadena 8' | 2. Subbas 16'       |
| 3. Rurflet 8'    | 3. Salicet 8'             | 3. Blokflet 4'   | 3. Oktawbas 8'      |
| 4. Gamba 8'      | 4. Praestant 4'           | 4. Pryncypał 2'  | 4. Fletbas 8'       |
| 5. Oktawa 4'     | 5. Holflet 4'             | 5. Quinta 1 1/3' | 5. Chorałbas 4'     |
| 6. Flet kryty 4' | 6. Nasard 2 2/3'          | 6. Cymbel 3x     | 6. Cornetbas 4x     |
| 7. Quartan 2x    | 7. Kwarta 2'              | 7. Krumhorn 8'   | 7. Puzon 16'        |
| 8. Róg nocny 2'  | 8. Tercja 1 3/5'          |                  |                     |
| 9. Mixtura 5x    | 9. Siflet 1'              |                  |                     |
| 10. Fagot 16'    | 10. Acuta 4x              |                  |                     |
| 11. Trompet 8'   | 11. Obój 8'               |                  |                     |

## Dzwony
Na dzwonnicy katedralnej wiszą 4 dzwony
|                  | Imię                                 | Waga     | Ton uderzeniowy | Rok odlania | Odlewnia                                                   |
| ---------------- | ------------------------------------ | -------- | --------------- | ----------- | ---------------------------------------------------------- |
| Mały dzwon       | Święty Józef                         | ~310 kg  | h'(+)           | 1978        | Odlewnia Dzwonów Waleria Felczyńska i syn Janusz, Przemyśl |
| Średni dzwon     | Maryja                               | ~490 kg  | b'(-)           | 2000        | Odlewnia Dzwonów Janusz Felczyński, Przemyśl               |
| Duży dzwon       | Błogosławiony Józef Sebatian Pelczar | ~900 kg  | g'(-)           | 1991        | Odlewnia Dzwonów Janusz Felczyński, Przemyśl               |
| Największy dzwon | Dzwon Wolności im. Jana Pawła 2      | ~1600 kg | dis'/es'(+)     | 1991        | Odlewnia Dzwonów Janusz Felczyński, Przemyśl               |